# Plataforma de distribució directa
En radiodifusió, una plataforma de distribució directa, també coneguda com a plataforma OTT o simplement OTT, consisteix en la transmissió d'àudio, vídeo, i altres continguts a través d'internet sense la implicació dels operadors tradicionals en el control o la distribució del contingut. La CNMC els contraposa als serveis IP que proveeixen els operadors de comunicacions electròniques utilitzant diferents canals i amb una qualitat garantida.
Aquest terme comprèn una varietat de serveis de telecomunicacions com ara difusió d'audiovisuals (per exemple televisió per Internet, ràdio per Internet, vídeo a la carta o música), però també comunicacions (per exemple trucades de veu per IP i missatgeria instantània) i altres serveis d'informàtica al núvol (aplicacions web i emmagatzematge).

## Característiques
Per consumir-los calen dos requisits: comptar amb un dispositiu compatible i una connexió a Internet. Per això, generalment, aquestes infraestructures tenen un cost inferior als tradicionals sistemes de difusió, sobretot pel fet que no han de pagar quotes als operadors per utilitzar les seves xarxes ni han de desenvolupar nous circuits de distribució. El finançament dels serveis s'acostuma a obtenir gràcies a la publicitat o per sistemes de subscripció.
En un entorn OTT el proveïdor d'Internet pot ser conscient dels continguts dels paquets dels protocols d'Internet distribuïts però no és responsable ni capaç de controlar-ne el visionat, el copyright i altres redistribucions del contingut.

## Situació actual
La subscripció a serveis audiovisuals sota demanda és un mercat en creixement a la Unió Europea, tot i que a Espanya encara està per desenvolupar: segons dades del Panel de hogares de l'ONTSI, només un 3,5% de llars paga per tenir accés a serveis de streaming de vídeo i, del total de llars que tenen televisió de pagament, únicament el 2,5% també paga per un servei OTT. A més, el consum genèric de reproducció de vídeo OTT a l'Estat espanyol encara és només d'un 25% entre usuaris de més de 15 anys.

## Serveis OTT
Exemples d'aplicacions i companyies que ofereixen serveis i/o continguts audiovisuals i de dades:
- Vídeo i televisió a la carta: Filmin, 3cat, Rakuten TV, Netflix, Zattoo, Yomvi, Amazon Prime Video, Hulu Plus, beIN Connect, YouTube, Apple TV+
- Música i ràdio a la carta: Spotify, Deezer, Apple Music, Google Play Music

Serveis en comunicacions:
- Trucades de veu per IP: Skype, Viber
- Missatgeria instantània: WhatsApp, Snapchat, Google Hangouts

Serveis d'informàtica al núvol:
- Aplicacions web i emmagatzematge: Google, Dropbox, Amazon, OneDrive